# Милан Комненић
Милан Комненић (Пилатовци, 8. новембар 1940 — Београд, 24. јул 2015) био је српски песник, преводилац и есејиста.

## Биографија
Дипломирао је на Филолошком факултету у Београду.
Уређивао је књижевне часописе Видици, Дело и Relation, а радио је и као уредник у издавачкој кући Просвета. Покренуо је три едиције: Еротикон, Просвета и Хиспаноамерички роман. Преводио је са италијанског, француског, шпанског и немачког језика. Ради се о 50 преведених књига.
Комненић се деведесетих година 20. века бавио и политиком. Заједно са Вуком Драшковићем, учествовао је у стварању Српског покрета обнове. Касније је постао савезни министар за информисање (у ратној влади СРЈ 1999. године), као члан странке. Био је кратко министар културе у прелазној Влади Миломира Минића од октобра 2000. године. Касније је (2007. године) прешао у странку ДС.
Као песник огласио се првом књигом 1966. године. Радило се о поетској књизи „Ноћ писана ноћу”. Његове прве песме теже да обнове неправедно занемарену прошлост, док се касније Милан Комненић окреће антипоезији. Велики број песама је остварио по начелима критичког неореализма. Његове песме су уврштене у више антологија, а поезија и есеји преведени су на много језика (француски, италијански, енглески, руски, словачки, мађарски, румунски, пољски, словеначки и македонски). Између осталог, превео је са француског оригинала опсежну студију Дени де Ружмона Љубав и Запад.
Објавио је 21 збирку песама, четири књиге огледа, две антологије те више од 200 чланака.
Преминуо је 24. јула 2015. године од последица воде у плућима у 75. години живота. Сахрањен је у Алеји заслужних грађана на Новом гробљу у Београду.

## Награде
- Награда листа „Младост”, за књигу Ноћ писана ноћу, 1967.
- Награда „Исидора Секулић”, за књигу Ерос и знак, 1975.
- Награда „Милан Ракић”, за књигу Ти, риђокоса олујо, 1976.
- Велика базјашка повеља, 2002.

## Дела
- „Ноћ писана ноћу” (1966)
- „Гвоздена лоза” (1970)
- „Орионов пут” (1971)
- „Тапија о извору” (1972)
- „Ти, риђокоса олујо” (1974)
- „Антологија новијег српског песништва” (1974)
- „Ерос и знак” (1975/76)
- „Свођење рачуна” (1980)
- „Мамуза за њене сапи” (1980)
- „Илинка” (1984)
- „Изгон” (1987)
- „Јона” (1988)
- „Косовски полом” (1988)
- „Узнесења” (1990)
- „Опела” (1990)
- „Јека” (1995)
- „Ждрал на Босфору” (2001)
- „Туника за кугу” (2001)
- „Клопка у Рамбујеу” (2006)